# Hampstead (Carolina del Norte)
Hampstead es un lugar designado por el censo ubicado en el condado de Pender en el estado estadounidense de Carolina del Norte. La localidad en el año 2000, tenía una población de 11.594 habitantes. 
. 